# Party in the U.S.A.
Singles de Miley Cyrus
Hoedown Throwdown
(2009) Send It On
(2009)
Party In The U.S.A. est le premier single du deuxième album de Miley Cyrus, The Time of Our Lives.

## Réception
Party In The USA a connu un grand succès dès sa sortie, classé dans les top 10 des classements mondiaux, devenant le 1er single de Miley Cyrus à atteindre la 1re place des charts.

## Clip vidéo
Le clip vidéo  a été publié le 25 septembre 2009 sur le chaîne  YouTube hollywoodrecords, en février 2019 le clip  a dépassé plus de 671 millions de vues sur youtube.